# Тіна Шієхтль
Тіна Шієхтль (нім. Tina Schiechtl; нар. 15 січня 1984) — колишня австрійська тенісистка.
Найвищу одиночну позицію світового рейтингу — 230 місце досягла 25 вересня 2006, парну — 1033 місце — 9 грудня 2013 року.
Здобула 9 одиночних титулів туру ITF.

## Фінали ITF

### Одиночний розряд: 18 (9–9)
| турніри $100,000 |
| турніри $75,000  |
| турніри $50,000  |
| турніри $25,000  |
| турніри $10,000  |

| Результат | Ранг | Дата              | Турнір                          | Покриття | Суперниця                   | Рахунок       |
| Поразка   | 1.   | 29 липня 2001     | ITF Касабланка, Марокко         | Ґрунт    | Дельфін Де Вінн             | 6–2, 5–7, 2–6 |
| Перемога  | 2.   | 29 квітня 2002    | ITF Дубровник, Хорватія         | Ґрунт    | Марія Коритцева             | 4–6, 6–4, 6–3 |
| Перемога  | 3.   | 23 вересня 2002   | ITF Шопрон, Угорщина            | Ґрунт    | Санда Мамич                 | 7–6(7–3), 7–5 |
| Поразка   | 4.   | 15 квітня 2003    | ITF Джексон, США                | Ґрунт    | Пен Шуай                    | 2–6, 4–6      |
| Поразка   | 5.   | 3 серпня 2003     | ITF Бад-Заульгау, Німеччина     | Ґрунт    | Ана Тимотич                 | 6–4, 2–6, 5–7 |
| Перемога  | 6.   | 8 лютого 2005     | ITF Майорка, Іспанія            | Ґрунт    | Матільде Муньйос Гонсальвес | 6–3, 6–1      |
| Поразка   | 7.   | 7 березня 2005    | ITF Лас-Пальмас, Іспанія        | Ґрунт    | Роміна Опранді              | 3–6, 2–6      |
| Перемога  | 8.   | 26 вересня 2005   | ITF Порту, Португалія           | Ґрунт    | Лурдес Домінгес Ліно        | 7–6, 7–6      |
| Перемога  | 9.   | 7 лютого 2006     | ITF Майорка, Іспанія            | Ґрунт    | Анна Флоріс                 | 6–3, 2–6, 6–4 |
| Поразка   | 10.  | 28 травня 2007    | ITF Галатіна, Італія            | Ґрунт    | Сара Еррані                 | 1–6, 4–6      |
| Перемога  | 11.  | 9 лютого 2009     | ITF Майорка, Іспанія            | Ґрунт    | Лаура Торп                  | 5–7, 6–4, 7–5 |
| Перемога  | 12.  | 22 березня 2010   | ITF Каїр, Єгипет                | Ґрунт    | Лусія Сервера-Васкес        | 7–5, 7–5      |
| Поразка   | 13.  | 29 березня 2010   | ITF Каїр, Єгипет                | Ґрунт    | Шанель Сіммондс             | 6–2, 3–6, 5–7 |
| Перемога  | 14.  | 26 липня 2010     | ITF Джакарта, Індонезія         | Тверде   | Лавінія Тананта             | 6–3, 6–4      |
| Поразка   | 15.  | 30 серпня 2010    | ITF Бассано-дель-Граппа, Італія | Ґрунт    | Паола Чігві                 | 4–6, 1–6      |
| Поразка   | 16.  | 4 квітня 2011     | ITF Кордова, Аргентина          | Ґрунт    | Татьяна Буа                 | 6–4, 3–6, 2–6 |
| Поразка   | 17.  | 12 листопада 2011 | ITF Асунсьйон, Парагвай         | Ґрунт    | Романа Табак                | 7–6, 4–6, 4–6 |
| Перемога  | 18.  | 21 листопада 2011 | ITF Ранкагуа, Чилі              | Ґрунт    | Наташа Фаурауклас           | 3–6, 6–3, 6–0 |

### Парний розряд: 1 (поразка)
| турніри $100,000 |
| турніри $75,000  |
| турніри $50,000  |
| турніри $25,000  |
| турніри $10,000  |

| Результат | Ранг | Дата          | Турнір               | Покриття | Партнерка    | Суперниці                              | Рахунок  |
| Поразка   | 1.   | 8 лютого 2005 | ITF Майорка, Іспанія | Ґрунт    | Ольга Брозда | Адріана Гонсалес-Пеньяс Роміна Опранді | 3–6, 5–7 |